# Halowe Mistrzostwa Świata w Lekkoatletyce 2022 – bieg na 1500 m kobiet
Bieg na 1500 metrów kobiet – jedna z konkurencji biegowych rozgrywanych podczas halowych lekkoatletycznych mistrzostw świata w Štark Arena w Belgradzie.
Tytułu mistrzowskiego z 2018 nie broniła Etiopka Genzebe Dibaba.

## Terminarz
| Data     | Godzina |            |
| -------- | ------- | ---------- |
| 18 marca | 12:20   | Eliminacje |
| 19 marca | 20:35   | Finał      |

## Rekordy
W poniższej tabeli przedstawiono (według stanu przed rozpoczęciem mistrzostw) halowy rekord świata, rekord halowych mistrzostw świata, poszczególnych kontynentów oraz najlepszy wynik na listach światowych w 2022.
|                                   | Zawodniczka        | Wynik   | Miejsce   | Data                  |
| --------------------------------- | ------------------ | ------- | --------- | --------------------- |
| Halowy rekord świata              | Gudaf Tsegay       | 3:53,09 | Liévin    | 9 lutego 2021(dts)    |
| Rekord halowych mistrzostw świata | Gelete Burka       | 3:59,75 | Walencja  | 9 marca 2008(dts)     |
| Halowy rekord Afryki              | Gudaf Tsegay       | 3:53,09 | Liévin    | 9 lutego 2021(dts)    |
| Halowy rekord Ameryki Południowej | Letitia Vriesde    | 4:14,05 | Budapeszt | 12 lutego 1992(dts)   |
| Halowy rekord Ameryki Północnej   | Regina Jacobs      | 3:59,98 | Boston    | 1 lutego 2003(dts)    |
| Halowy rekord Australii i Oceanii | Jessica Hull       | 4:04,14 | Boston    | 25 stycznia 2020(dts) |
| Halowy rekord Azji                | Maryam Yusuf Jamal | 3:59,79 | Walencja  | 9 marca 2008(dts)     |
| Halowy rekord Europy              | Abeba Aregawi      | 3:57,91 | Sztokholm | 6 lutego 2014(dts)    |
| Listy światowe                    | Gudaf Tsegay       | 3:54,77 | Toruń     | 22 lutego 2022(dts)   |

## Wyniki
| WR – rekord świata \| CR – rekord mistrzostw świata \| NR – rekord kraju \| AR – rekord kontynentu \| WL – najlepszy wynik na listach światowych w sezonie 2022 \| SB – najlepszy wynik w sezonie \| PB – rekord życiowy |

### Eliminacje
Awans: Trzy najlepsze z każdego biegu (Q) oraz trzy z najlepszymi czasami wśród przegranych (q).
Źródło: World Athletics.
| Pozycja | Bieg | Zawodniczka       | Reprezentacja                | Czas    | Uwagi |
| ------- | ---- | ----------------- | ---------------------------- | ------- | ----- |
| 1.      | 1    | Axumawit Embaye   | Etiopia                      | 4:04,83 | Q     |
| 2.      | 2    | Hirut Meshesha    | Etiopia                      | 4:05,75 | Q     |
| 3.      | 1    | Winnie Nanyondo   | Uganda                       | 4:06,11 | Q     |
| 4.      | 2    | Josette Norris    | Stany Zjednoczone            | 4:06,27 | Q     |
| 5.      | 1    | Claudia Bobocea   | Rumunia                      | 4:06,66 | Q     |
| 6.      | 1    | Linden Hall       | Australia                    | 4:06,69 | q,    |
| 7.      | 3    | Gudaf Tsegay      | Etiopia                      | 4:06,71 | Q     |
| 8.      | 3    | Lucia Stafford    | Kanada                       | 4,07,95 | Q     |
| 9.      | 3    | Sara Kuivisto     | Finlandia                    | 4:08,05 | Q     |
| 10.     | 3    | Heather MacLean   | Stany Zjednoczone            | 4:08,13 | q     |
| 11.     | 3    | Marta Pérez       | Hiszpania                    | 4:10,09 | q     |
| 12.     | 2    | Alma Delia Cortés | Meksyk                       | 4:10,95 | Q     |
| 13.     | 2    | Aurore Fleury     | Francja                      | 4:12,20 |       |
| 14.     | 3    | Nozomi Tanaka     | Japonia                      | 4:12,31 | NR    |
| 15.     | 2    | Sarah Healy       | Irlandia                     | 4:12,44 |       |
| 16.     | 1    | Erin Wallace      | Wielka Brytania              | 4:12,46 |       |
| 17.     | 2    | Gresa Bakraqi     | Kosowo                       | 4:28,40 |       |
| 18.     | 3    | Amina Bakhit      | Sudan                        | 4:30,90 | SB    |
| 19.     | 1    | Anjelina Lohalith | Plik:ART flag (2022).svg tło | 4:34,72 | PB    |

### Finał
Źródło: World Athletics.
| Pozycja | Kol. | Zawodniczka       | Reprezentacja     | Czas    | Uwagi |
| ------- | ---- | ----------------- | ----------------- | ------- | ----- |
| 01 !    | 6    | Gudaf Tsegay      | Etiopia           | 3:57,19 | CR    |
| 02 !    | 1    | Axumawit Embaye   | Etiopia           | 4:02,29 |       |
| 03 !    | 7    | Hirut Meshesha    | Etiopia           | 4:03,39 |       |
| 4.      | 3    | Winnie Nanyondo   | Uganda            | 4:04,60 |       |
| 5.      | 2    | Josette Norris    | Stany Zjednoczone | 4:04,71 |       |
| 6.      | 4    | Linden Hall       | Australia         | 4:06,34 | PB    |
| 7.      | 12   | Heather MacLean   | Stany Zjednoczone | 4:06,38 |       |
| 8.      | 11   | Lucia Stafford    | Kanada            | 4:06,41 | SB    |
| 9.      | 10   | Claudia Bobocea   | Rumunia           | 4:09,64 |       |
| 10.     | 8    | Marta Pérez       | Hiszpania         | 4:10,23 |       |
| 11.     | 5    | Sara Kuivisto     | Finlandia         | 4:12,79 |       |
| 12.     | 9    | Alma Delia Cortés | Meksyk            | 4:13,71 |       |